# Hansa Musik Produktion
Hansa Musik Produktion war eine deutsche Produktionsfirma für Popmusik mit eigenem Schallplattenlabel (Hansa Records, kurz: Hansa).

## Gründer
Hansa wurde am 22. August 1962 von Peter und Thomas Meisel, den Söhnen des Operettenkomponisten und Verlegers Will Meisel, und dem Komponisten Christian Bruhn in Berlin gegründet – ermutigt durch den Erfolg mit Musikproduktionen, die Verleger Peter Meisel bei anderen Labels veröffentlichen konnte, z. B. mit Drafi Deutscher, Manuela, Siw Malmkvist oder Cornelia Froboess. Dennoch produzierte Meisel auch weiterhin diese – oder neue, z. B. Marianne Rosenberg – Künstler bei Fremdlabels. Komponisten und Textdichter in dieser Zeit waren hauptsächlich Christian Bruhn, Peter Moesser, Heino Gaze, Rudolf-Günter Loose, Gerhard Hämmerling, Hans Bradtke oder Georg Buschor.

## Anfänge
Die Gründung von Hansa erfolgte – als Gegengewicht zu den deutschen Branchenriesen Electrola, Polydor, Ariola oder Teldec – als eine unabhängige Schallplattengesellschaft nach amerikanischem Vorbild (Independent Record Company). Als Geschäftsführer konnte Peter Meisel den damaligen Marketingleiter der U-Musik bei Teldec, Hans-Eberhard Blume, gewinnen.

Erster Millionenseller:
Il Silenzio (Abschiedsmelodie) – Nini Rosso (Hansa 18 316 AU)

Mit der Schaffung des hauseigenen Labels im November 1964 stieg Christian Bruhn, der sich besser auf der musikalischen als auf der kaufmännischen Seite des Geschäfts zurechtfand, aus der noch jungen Firma aus (Bruhn: „Der wohl größte Fehler meines Lebens.“). Die ersten Singleschallplatten mit Schlagerproduktionen unter dem Hansa-Label erschienen im November 1964 im Vertrieb der Ariola (damals noch in Gütersloh). Die erste Single mit der Katalognummer 11 088 AT war Ich setze alles auf eine Karte/Aus (Shout) von Peggy Peters (später als Tina Rainford bekannt); Komponisten der A-Seite waren Heino Gaze und Fred Ignor. Seinen ersten Millionenseller landete das Hansa-Label mit 1,6 Millionen verkaufter Exemplare im Mai 1965 mit Il Silenzio von Nini Rosso. Weitere Erfolge im Jahr 1965 waren Er ist wieder da (Marion) und Winter in Canada (Elisa Gabbai).

## Erfolge
Ab Anfang der 1970er Jahre waren es im Wesentlichen die deutschen Schlager, die das finanzielle Standbein der Firma darstellten. In der ZDF-Hitparade waren nicht selten bis zu vier auf Hansa erschienene Titel vertreten. Ende der 1970er sorgten die Produktionen von Frank Farian mit Boney M. und Eruption für weltweit (mit Ausnahme der USA) höchst beachtenswerten Erfolg. Zwischen 1978 und 1981 waren The Teens die erfolgreichste Künstlergruppe der Firma.
Mit der Verpflichtung Dieter Bohlens als Hausproduzent Mitte der 1980er Jahre und dem Projekt Modern Talking stellte sich weiterer Erfolg ein. Ende der 1980er Jahre war es erneut Frank Farian, der mit Milli Vanilli – und nochmals Mitte der 1990er Jahre mit La Bouche – weltweiten Erfolg erringen konnte.
Nach dem geschäftlichen Ausstieg von Mitgründer Peter Meisel 1984 kehrte dieser im Mai 1990 wieder ins Musikgeschäft zurück und landete 1999 mit seiner Entdeckung Lou Bega und der Coverversion Mambo No. 5 den weltweiten Sommerhit. Die Veröffentlichung der Produktionen aus der Fernsehserie Deutschland sucht den Superstar 2003 bescherte der Firma ihr erfolgreichstes Jahr.

## der andere song
Um Künstlern abseits des Mainstreams eine Plattform zu schaffen, gründeten die Meisel-Brüder 1973 das Label der andere song (Labelcode 3943). Hier waren in erster Linie Liedermacher und Comedy-Interpreten wie z. B. Frank Zander, Ulrik Remy, Gunter Gabriel, die Gebrüder Blattschuss, Hans Marquardt, Horst Koch, Jasmine Bonnin, Klaus Lage oder Hugo Egon Balder unter Vertrag.
In selbstironischer Anspielung auf den Namen der Gründerfamilie zierte das Plattenetikett das Bild einer Blaumeise.

## Weitere Labels
Weitere Labels der Hansa Musik Produktion waren Hansa International (LC 0835) und Oasis (LC 4516).

## Verkauf
Als Hansa Musik Produktion GmbH gehörte das Unternehmen zum Familienunternehmen Meisel, bis es 1985 an den Unterhaltungskonzern Bertelsmann verkauft wurde und später als dessen 100%ige Tochter in BMG Berlin Musik GmbH umbenannt wurde. Andere Firmenbereiche wie das Verlagswesen, die Druckerei und die Hansa-Tonstudios blieben in privater Hand. Im Frühjahr 2005 wurde die verbliebene Kreativ-Firma in der Wittelsbacherstraße in Berlin-Wilmersdorf durch die Konzernmutter geschlossen, Künstlerverträge wurden von Sony BMG übernommen. Das Label Hansa (LC 0835) als solches wird von Sony BMG in München weitergeführt.

## Hansa-Tonstudios
Um bei der Musikproduktion unabhängig von Fremdfirmen zu sein, errichtete Hansa in den 1970er Jahren in Berlin mehrere eigene Tonstudios, die aber auch für Dritte frei buchbar waren.

## „Hall of Fame“
Für folgende Künstler war „die Hansa“ das Sprungbrett ihrer Karriere:
- Thomas Anders
- G. G. Anderson
- Lou Bega
- Benny
- Boney M.
- Bernhard Brink
- C. C. Catch
- Yvonne Catterfeld
- Dennie Christian
- Bernd Clüver
- Cora
- Die Doofen
- Eruption
- Frank Farian
- Gunter Gabriel
- Gebrüder Blattschuss
- Gilla
- Joachim Heider
- Roland Kaiser
- La Bouche
- Lucilectric
- Milli Vanilli
- Modern Talking
- Giorgio Moroder
- No Mercy
- Oli.P
- Peter Petrel
- Wolfgang Petry
- Phil & John
- Die Prinzen
- Randolph Rose
- Séverine
- Ricky Shayne
- Amii Stewart
- The Teens
- The Twins
- Juliane Werding
- Wildecker Herzbuben
- Frank Zander

## Nummer-1-Hits
Diese auf Hansa erschienenen Titel erreichten den Spitzenplatz der deutschen Singlecharts:
- Il Silenzio (Nini Rosso, 1965)
- Am Tag, als Conny Kramer starb (Juliane Werding, 1972)
- Der Junge mit der Mundharmonika (Bernd Clüver, 1973)
- Der kleine Prinz (dto., 1973)
- Rocky (Frank Farian, 1976)
- Daddy Cool (Boney M., 1976)
- Sunny (dto., 1976)
- Ma Baker (dto., 1977)
- Magic Fly (Space, 1977)
- Belfast (Boney M., 1977)
- Rivers of Babylon (dto., 1978)
- Rasputin (dto., 1978)
- Mary’s Boy Child/Oh My Lord (dto., 1978)
- El Lute / Gotta Go Home (dto., 1979)
- Santa Maria (Roland Kaiser, 1980)
- Ja, wenn wir alle Englein wären (Fred Sonnenschein & seine Freunde, 1981)
- You’re My Heart, You’re My Soul (Modern Talking, 1985)
- You Can Win If You Want (dto., 1985)
- Cheri, Cheri Lady (dto., 1985)
- Brother Louie (dto., 1986)
- Midnight Lady (Chris Norman, 1986)
- Atlantis Is Calling (Modern Talking, 1986)
- Girl, You Know It’s True (Milli Vanilli, 1988)
- Be My Lover (La Bouche, 1995)
- Mief! (Nimm mich jetzt, auch wenn ich stinke!) (Die Doofen, 1995)
- Flugzeuge im Bauch (Oli.P, 1998)
- Mambo No. 5 (Lou Bega, 1999)
- Blue (Da Ba Dee) (Eiffel 65, 1999)
- So bist du (Oli.P, 1999)
- Ich vermiss’ dich… wie die Hölle (Zlatko, 2000)
- Großer Bruder (Zlatko & Jürgen, 2000)
- Around the World (La La La La La) (ATC, 2000)
- Es ist geil ein Arschloch zu sein (Christian, 2000)
- We Have a Dream (Deutschland sucht den Superstar, 2003)
- Take Me Tonight (Alexander, 2003)
- You Drive Me Crazy (Daniel Küblböck, 2003)
- Für dich (Yvonne Catterfeld, 2003)
- Free Like the Wind (Alexander, 2003)
- Du hast mein Herz gebrochen (Yvonne Catterfeld, 2004)
- Augen auf! (Oomph!, 2004)
- I Still Burn (Tobias Regner, 2006)